# Полача (Равни Котари)
Полача је насељено мјесто у Равним Котарима, у сјеверној Далмацији. Сједиште је истоимене општине у Задарској жупанији, Република Хрватска.

## Географија
Налази се 12 км сјевероисточно од Биограда и 8 км југозападно од Бенковца.

## Историја
До територијалне реорганизације у Хрватској насеље се налазило у саставу бивше велике општине Бенковац. Полача се од распада Југославије до августа 1995. године налазила у Републици Српској Крајини.

## Култура
У Полачи се налази римокатоличка црква Св. Кузмана и Дамјана.

## Становништво
Према попису из 1991. године, Полача је имала 1.467 становника, од чега 1.292 Хрвата, 102 Србина и 73 остала. Према попису становништва из 2001. године, Полача је имала 1.117 становника. Полача је према попису из 2011. године имала 1.057 становника.
| Демографија | Демографија | Демографија |
| Година      | Становника  | Становника  |
| ----------- | ----------- | ----------- |
| 1961.       | 1.531       |             |
| 1971.       | 1.516       |             |
| 1981.       | 1.267       |             |
| 1991.       | 1.467       |             |
| 2001.       | 1.117       |             |
| 2011.       |             | 1.057       |

## Попис 1991.
На попису становништва 1991. године, насељено место Полача је имало 1.467 становника, следећег националног састава:
| Попис 1991.‍   | Попис 1991.‍  | Попис 1991.‍ | Попис 1991.‍ | Попис 1991.‍ |
| ------------- | ------------ | ----------- | ----------- | ----------- |
|               |              |             |             |             |
| Хрвати        | Хрвати       |             | 1.292       | 88,07%      |
| Срби          | Срби         |             | 102         | 6,95%       |
| Грци          | Грци         |             | 1           | 0,06%       |
| остали        | остали       |             | 8           | 0,54%       |
| неопредељени  | неопредељени |             | 3           | 0,20%       |
| непознато     | непознато    |             | 61          | 4,15%       |
| укупно: 1.467 |              |             |             |             |

## Презимена
- Петковић — Православци
- Ћупић — Православци
- Узелац — Православци